# 통역병
통역병(通譯兵)은 군에서 통번역 업무를 담당하는 병사를 말한다.

## 개요
2002년부터 육군에서 통역병을 선발하기 시작하였으며 영어는 토익 900점 이상 (900점 이상이면 지원 가능하지만 커트라인은 토익 970점 이상이다. 최근에는 TEPS 870점 이상 TOEFL PBT 561점, iBT 100점 이상, G-TELP Level 2 90점 이상, FLEX 870점 이상자도 지원 가능), 영어 외의 경우 (일본어, 중국어, 독일어, 프랑스어, 스페인어, 러시아어, 아랍어)는 언어에 따라 해당 언어권 거주경력이 특정 기간 이상이 되어야 하는 등 상당히 높은 자격수준을 요구한다. 일본어는 JLPT 1급 350점 또는 N1급 157점 이상 (또는 일본에 5년 이상 거주할 것), 중국어는 신 HSK 6급 이상. 육군의 경우, 기본적으로 통역 보직은 존재하지 않기 때문에 실제로 행정병과 유사한 업무를 하며 영어 문서 번역 및 통역등을 한다. 중요한 회의 통역은 통역장교가 하는 경우가 많다. 대한민국 육군 소속이며 미군과 접촉이 많지 않다는 점, 어학기준이 매우 높다는 점에서 카투사와 구별된다. 전방의 일선 야전부대로 배치되지 않는다는 장점이 있으며 많은 이가 해외유학 후 군복무를 위해 많이 지원한다. 실력과 상관없이 보통 무작위로 돌려서 자대배치를 정한다.
이외, 해군과 공군에서도 통역병을 선발하며 지원기준은 각각 다르다. 공군은 토익 900점 이상이 필요하다.
일반적으로 통역병이라고 알려져 있으나, 병무청에서는 공식적으로 "어학병"이라는 용어를 사용한다.

## 선발 방법
- 영어 통역병 기준

1. 모집 예정인원의 2배수 선발
2. 번역(한글->영어 번역, 영어->한글 번역), (한국어->영어 통역, 영어->한국어 통역) 80%
3. 영어 인터뷰 20% => 2013년 12월부터 폐지

## 같이 보기
- 통역장교
- 카투사

## 참고 문헌
- 해외 영주권자 10명, 통역병 자원입대 중앙일보 캐나다 08년 10월 4일